# معيار أويلر
في نظرية الأعداد، معيار أويلر (بالإنجليزية: Euler's criterion)‏ هو صيغة تمكن من تحديد هل عدد صحيح ما، هو باق تربيعي بتردد عدد أولي.

## وصلات خارجية
- أرشيف أويلر باللغة الإنجليزية.